# Bovée-sur-Barboure
Bovée-sur-Barboure ist eine französische Gemeinde mit 130 Einwohnern (Stand 1. Januar 2022) im Département Meuse in der Region Grand Est (vor 2016 Lothringen). Sie gehört zum Arrondissement Commercy, zum Kanton Vaucouleurs und zum Gemeindeverband Commercy-Void-Vaucouleurs.

## Geografie
Die Gemeinde wird von der Barboure von Nordosten in südwestlicher Richtung durchflossen. Umgeben wird Bovée-sur-Barboure von den Nachbargemeinden Naives-en-Blois im Nordosten, Broussey-en-Blois im Osten, Mauvages im Südosten, Demange-Baudignécourt im Südwesten, Reffroy im Westen sowie Méligny-le-Petit und Méligny-le-Grand im Nordwesten.

## Geschichte
Bovée-sur-Barboure lag einst an der Römerstraße von Nasium (Naix-aux-Forges) nach Toul, die durch das Barboure-Tal verlief. Südlich des Ortes wurden Fundamente römischer Gebäude, Aquädukte, Fragmente umrandeter Fliesen und Ziegelsteine, Gräber mit Waffen sowie Münzen gefunden.

## Bevölkerungsentwicklung
| Jahr                       | 1962 | 1968 | 1975 | 1982 | 1990 | 1999 | 2006 | 2013 | 2019 |
| Einwohner                  | 161  | 164  | 132  | 110  | 107  | 121  | 130  | 153  | 131  |
| Quellen: Cassini und INSEE |      |      |      |      |      |      |      |      |      |

## Sehenswürdigkeiten
- Kirche der Darstellung Mariens im Tempel
- Statue der Jeanne d’Arc „VIVE LABEVR“

Aufgrund von Überlieferungen wird die Römerstraße auch „Chemin de la Pucelle“ („Weg der Magd“) genannt, da Jeanne d’Arc die Strecke auf ihrer Reise nach Chinon zu Karl VII. benutzt haben soll, um ihm ihre Dienste anzubieten. Bei Bovée-sur-Barboure wurde eine Statue zu Ehren Jeanne d’Arcs errichtet, auf der ihr Motto „VIVE LABEVR“ und ihr Wappen eingemeißelt sind.